# 기타나가세역
기타나가세역(일본어: 北長瀬駅 키타나가세에키[*])은 일본 오카야마현 오카야마시 기타구에 위치 한 서일본 여객철도 소속 철도역이며, 산요 본선의 정차역이다.

## 역구조 및 승강장
상대식 홈 2면 2선의 구조인 선상 역사. 분기기나 절대 신호기를 가지지 않기 때문에, 정류소로 분류된다.
구라시키역이 관리해, JR 서일본 오카야마 지사가 역 업무를 위탁하는 철도역이다. 발권 창구 설치역(영업 시간은7:00-20:00까지)에서, ICOCA 및 상호 이용 대상 IC카드도 이용 가능.개찰외에 ICOCA 입금기 설치. 자동 개찰기는 간이식 이므로, 하차객의 승차권은 역 계원이 집찰을 실시한다(창구 영업 시간외는 개찰기 뒤편의 집찰상자에 승차권을 투입한다). 또한 창구 영업 시간외의 경우에서도 특별 개찰로 역무원이 파견되어 집찰하는 일이 있다.
역사는 흰색이 기조의 외관으로, 근년 개업한 오카야마 시내의 신역에 비해 호화로운 분위기가 되어 있다. 엘리베이터와 장애인 전용 화장실도 완비되고 있어 바리어 프리를 도모되고 있다.
내리막 홈은 선로에 합쳐 커브하고 있어 열차가 홈 측에 기울어 입선 하기 위해, 열차가 가까워지면 홈을 따라서 배치된 노란 마커 램프가 점멸하는 것과 동시에 경보음이 울어, 그 후 주의를 재촉하는 구내 아나운스가 흐른다. 산요 본선 상.하행선의 사이에는 니시오카야마 역(화물역)의 내리막 인상선이 있어, 자주 화물열차의 입환작업을 한다.
| 플랫폼 | 노선                        | 방향   | 행선지                              |
| ------ | --------------------------- | ------ | ----------------------------------- |
| 1      | ■산요 본선                  | 하행선 | 구라시키 ・ 후쿠야마 방면           |
| 1      | ■하쿠비 선                  | 하행선 | 구라시키 · 빗추타카하시 · 니미 방면 |
| 2      | ■산요 본선(■하쿠비 선 포함) | 상행선 | 오카야마 · 히메지 · 반슈아코 방면   |

## 역 주변
- 오카야마 돔

## 인접 역
| 서일본 여객철도 산요 본선 | 서일본 여객철도 산요 본선 | 서일본 여객철도 산요 본선 |
| ------------------------- | ------------------------- | ------------------------- |
| 오카야마 고베 방면        | ■ 산요 본선               | 니와세 모지 방면          |